# Фальский тип
Фальская раса — предложенное одним из создателей расовой теории Хансом Гюнтером (работавшим в рамках идеологии нацизма) название малой расы (антропологического типа) в составе европеоидной расы. Выделяется только в типологических расовых классификациях.

## Рождение и употребление термина
Термин «фальская раса» (нем. fälische Rasse) создан известным немецким расовым теоретиком Хансом Гюнтером. Некоторые другие авторы первой половины XX века называли эту расу дальской (по местности Даларне в Швеции) или атлантической.
В некоторых классификациях фальская раса рассматривается как вариант или результат скрещивания нордической расы — например, у Ф. Паудлера, Э. фон Эйкштедта и Б. Лундмана.

## Характеристики
Фальская раса характеризуется самым высоким среди европеоидов ростом, весьма гиперстеническим (коренастым) телосложением, мезодолихоцефалией, широкими плечами, широкой массивной нижней челюстью с «волевым» подбородком, довольно скуластым по европеоидным меркам, широким и невысоким лицом, развитыми надбровными дугами и затылочным бугром, низкими прямоугольными глазницами, серыми или голубыми глазами и жёсткими волнистыми светлыми волосами рыжеватых оттенков.

## Распространение
Характерна для Вестфалии (отсюда и название расы); также её представители встречаются в Скандинавии, главным образом в юго-западной Швеции, где в древности существовала культура Эртебёлле. При удалении от юго-западной границы вглубь страны процент людей данной расы сильно снижается.
Гюнтер допускал, что фальская раса сохраняет черты кроманьонцев, и что именно представители этой расы стали причиной фонетического сдвига в германских языках по сравнению с другими индоевропейскими языками.